# Willow (пісня)
«Willow» (укр. "верба") — пісня американської співачки Тейлор Свіфт, лід-сингл її дев’ятого студійного альбому «Evermore». Прем’єра треку й відеокліпу  відбулася 11 грудня 2020 року на лейблі «Republic Records». Пісня дебютувала на вершині багатьох музичних чартів у світі, зокрема «Billboard Hot 100».

## Історія та реліз
Реліз «Willow», одночасно з альбомом «Evermore», став другим релізом-сюрпризом Тейлор Свіфт після альбому «Folklore» І синглу «Cardigan». Як і над попереднім проєктом, співачка працювала разом з продюсером Аароном Десснером дистанційно у зв’язку з пандемією коронавірусної хвороби.
Десснер програмував трек і відповідав за ударні, перкусію, клавішні, синтезатори, фортепіано та гітари (електрична, бас-гітара, акустична гітара). Над оркеструванням працював брат Аарона, Брайс Десснер. Продюсери мимохідь розробили інструментальний трек і відправили його Свіфт. За годину співачка надіслала повністю завершену пісню (з вокалом).
Незабаром після випуску оригінальної пісні «Willow», Тейлор Свіфт випустила альтернативні версії треку:
- Willow [Dancing witch version (Elvira remix)][4] — 13 грудня 2020 року
- Willow (Lonely witch version)[5] — 15 грудня 2020 року
- Willow (Moonlit witch version)[6] — 16 грудня 2020 року

## Композиція
Жанрова характеристика «Willow» — камерний фолк, інді-фолк із ритмом хіп-хопу, що нагадує альбом Свіфт «Reputation» (2017). Вона побудована на основі використання дзвіночків, драм-машини, віолончелі, валторни, електрогітари, скрипки, флейти та оркестрування, вирізняється своїм «бездиханним» приспівом. Темп пісні — 84 удари за хвилину, тональність — мі-мінор, вокальний діапазон — від Е3 до B5. Форма композиції — куплет-приспів у послідовності акордів Em-D-Em-D-Em-D-C.

Лірично «Willow» — це пісня про кохання, яка виражає теми надії. Тейлор Свіфт описує трек так:
« "Willow" про інтригу, пристрасть і труднощі, які приносить бажання й любов до когось. На мою думку, це звучить як чаклування любовного привороту. » — Свіфт, для журналу «American Songwriter»

## Відеокліп
Прем’єра супровідного відеокліпу відбулася одночасно із релізом «Willow» та «Evermore». Режисером відео стала сама Тейлор Свіфт (це її третя режисерська робота після кліпів на пісні «Cardigan» і «The Man»). Сюжет розпочинається як продовження «Cardigan» та описує переживання й тугу за кимось, життєві випробування та повороти долі на шляху до коханої людини. Клер Шаффер і Алтеа Легаспі у статті для «Rolling Stone» схарактеризували відео як повернення до знайомих сцен із минулого Свіфт.
Станом на березень 2024 року музичне відео мало 140 мільйонів переглядів на відеохостингу YouTube.

## Визнання

### Відгуки
Патрік Райан із «USA Today» назвав «Willow» безумовним ліричним лідером на «Evermore». У своєму огляді альбому в газеті «The New York Times» Джон Парелес відзначив інструментальні партії пісні з «вдало переплетеними гітарними звуками» й назвав її одною з кількох блискавичних композицій альбому. Кріс Віллман, критик з журналу «Variety», написав, що «Willow» відображає душевний стан Тейлор Свіфт, і назвав її двоюрідною сестрою «Invisible string» та «Peace», пісень з восьмого студійного альбому співачки «Folklore». Журнал «Rolling Stone» назвав трек одним з найкращих спільних поппроєктів 2020 року, високо оцінивши роботу Свіфт і продюсера Аарона Десснера.

### Комерційний успіх
У США «Willow» одразу ж очолила чарт «Billboard Hot 100». Це третій дебют з вершини чарту й сьомий трек №1 у кар’єрі Тейлор Свіфт. Так, співачка стала першим виконавцем в історії, чиї альбоми та сингли двічі й одночасно дебютували з вершини відповідних чартів — альбом «Evermore» очолив чарт «Billboard 200» того ж тижня. Вперше Свіфт цього досягла з альбомом «Folklore» і синглом «Cardigan» 8 серпня 2020 року. Подібні ситуації склалися у багатьох інших чартах у світі, зокрема в чартах Австралії та Великої Британії.

### Чарти
| Чарт (2020-2021)                      | Найвища позиція |
| ------------------------------------- | --------------- |
| Австралія (ARIA)                      | 1               |
| Австрія (Ö3 Austria Top 40)           | 30              |
| Бельгія / Фландрія (Ultratop 50)      | 40              |
| Бельгія / Валлонія (Ultratip)         | 2               |
| Канада (Billboard Canadian Hot 100)   | 1               |
| Чехія (Singles Digitál Top 100)       | 54              |
| Європа (Billboard Euro Digital Songs) | 7               |
| Франція (SNEP)                        | 111             |
| Світ (Billboard Global 200)           | 2               |
| Угорщина (Single Top 40)              | 20              |
| Ірландія (IRMA)                       | 3               |
| Італія (FIMI)                         | 70              |
| Нідерланди (Dutch Top 40)             | 30              |
| Нідерланди (Single Top 100)           | 53              |
| Нова Зеландія (Recorded Music NZ)     | 3               |
| Португалія (AFP)                      | 20              |
| Швеція (Sverigetopplistan)            | 73              |
| Швейцарія (Schweizer Hitparade)       | 21              |
| Велика Британія (UK Singles Chart)    | 3               |
| США (Billboard Hot 100)               | 1               |
| США (Billboard Adult Contemporary)    | 12              |
| США (Billboard Adult Top 40)          | 12              |
| США (Billboard Mainstream Top 40)     | 21              |
| США (Billboard Hot Rock Songs)        | 1               |

## Продюсерська команда
За даними YouTube [Архівовано 11 грудня 2020 у Wayback Machine.].

### Пісня
- Тейлор Свіфт — основний вокал, автор
- Аарон Десснер — автор, продюсер, програмування драм-машини, перкусія, клавішні, синтезатор, фортепіано, електрогітара, бас-гітара, акустична гітара
- Джонатан Лоу — запис вокалу, мікшування
- Брайс Десснер — оркестрування
- Ґреґ Калбі, Стів Феллон — мастеринг
- Джеймс Макалістер — синтезатори, програмування драм-машини
- Брайан Девендорф — перкусія, програмування драм-машини
- Юкі Нумата Резнік — скрипка
- Джош Кауфман — електрогітара
- Кларіс Йенсен — віолончель
- Джейсон Тройтинг — дзвоники
- Алекс Суп — флейта
- СіДжи Камарієрі — валторна
- Томас Бартлетт — клавішні, синтезатори
- Бенджамін Ланц — синтезатор

### Відеокліп
- Тейлор Свіфт — режисер
- Родріґо Пріето — оператор-постановник
- Джил Хардін — продюсер
- Чанслер Хейнс — редактор
- Етан Тобман — художник-постановник
- Реджина Фернандес — художник-постановник
- Джозеф Касселл — стиліст
- Саншайн Мадсен — стиліст
- "Ingenuity Studios[13]" — візуальні ефекти
- Ґрант Міллер — візуальні ефекти
- Девід Лебенсфельд — візуальні ефекти
- Джумана Шехін — візуальні ефекти
- Ребекка Скіннер — виконавчий продюсер
- Кеті Палмер — копродюсер